# Anna Zimina
Anna Zimina z domu Zajcewa (ros. Анна Зимина (Зайцева), ur. 8 lipca 1939 w Moskwie) – radziecka lekkoatletka, biegaczka średniodystansowa.
Zwyciężyła w sztafecie szwedzkiej 1+2+3+4 okrążenia na europejskich igrzyskach halowych w 1968 w Madrycie (sztafeta radziecka biegła w składzie: Lilja Tkaczenko, Wira Popkowa, Nadieżda Sieropiegina i Zimina). Odpadła w półfinale biegu na 800 metrów na igrzyskach olimpijskich w 1968 w Meksyku.
Ponownie zwyciężyła w sztafecie 1+2+3+4 okrążenia  (w składzie: Popkowa, Ludmiła Samotiosowa, Raisa Nikanorowa i Zimina) na europejskich igrzyskach halowych w 1969 w Belgradzie, a w biegu na 800 metrów zdobyła brązowy medal (wyprzedziły ją Barbara Wieck z NRD i Magdolna Kulcsár z Węgier). 
Była halową mistrzynią ZSRR w biegu na 600 metrów w 1966.
Rekord życiowy Ziminy w biegu na 400 metrów wynosił 55,8 s (ustanowiony 10 maja 1957 w Moskwie), a w biegu na 800 metrów 2:04,4 (17 października 1968 w Meksyku).